# Diplodia medicaginis
Diplodia medicaginis är en svampart som beskrevs av Brunaud 1886. Diplodia medicaginis ingår i släktet Diplodia och familjen Botryosphaeriaceae.   Inga underarter finns listade i Catalogue of Life.